# Fante-Anne
Fante-Anne è un film norvegese del 1920 diretto da Rasmus Breistein, con Asta Nielsen.

## Trama
Jon è un giovane lavorante alla fattoria di proprietà della vedova Storlien, che ci vive col figlioletto piccolo Haldor. Un mattino egli scopre nel granaio una piccola bambina, dell’età approssimativa di Haldor, accanto al corpo della madre morta. La piccola, chiamata Anna, viene cresciuta alla fattoria e trascorre l’infanzia in compagnia di Haldor. Quest’ultimo è un bambino molto tranquillo, ma viene sempre coinvolto nei guai combinati da Anna, che, vivacissima, ha un carattere fiero ed indipendente, contrario alle convenzioni. Proprio a causa di ciò un giorno la madre adottiva, esasperata, le dice che lei non fa parte della famiglia. La piccola allora, mortificata, ricorre a Jon, nel quale ha molta confidenza, e quest’ultimo ritiene sia il momento di farle sapere che è una trovatella.
Divenuti grandi, Anna e Haldor continuano a frequentarsi con spensierata familiarità, ma il pregiudizio verso la “ragazza di origini ignote” continua a farsi sentire. Infatti, sebbene inizialmente Haldor le dica che sta costruendo una nuova casa nel quale vuole che Anna vada a vivere con lui, in seguito anch’egli cede alla visione discriminatrice della madre (e di diverse persone del paese), e si propone, disertando Anna, che è impegnata per la stagione estiva nella malga di montagna a badare al pascolo, di sposare Margit, figlia di possidenti benestanti.
Intanto Jon, sentendo crescere in sé l’amore per quella che era la piccola trovatella, le chiede di sposarlo. Ella rifiuta, dicendo che ha sempre visto Jon come una specie di padre. Jon si ritira in buon ordine, rinnovando la profferta di sincera amicizia verso la ragazza.
Quando Anna apprende che Haldor, disattendendo le precedenti promesse, intende sposare Margit, una notte, in preda ad un delirio, appicca il fuoco alla casa nuova di lui, poi fugge sui monti. Qui incontra Jon, che non era rincasato perché era alla ricerca di un cavallo perduto, e gli fa promettere di non rivelare mai a nessuno di averla incontrata lì, pena un inconsulto gesto autodistruttivo della giovane.
Al processo susseguente all’incendio, Jon, temendo un gesto inconsulto dell'amata Anna, si assume la responsabilità, e, condannato, spiega poi ad Anna che, mentre per lui il carcere non sarebbe stato eccessivamente nocivo, avrebbe rappresentato invece per lei, dato il suo carattere non convenzionale, un’esperienza distruttiva.
Jon, insieme alla sua anziana madre e ad Anna abbracciano la portata di questo amore contrario alla legalità e alla morale comune, e decidono, alla scarcerazione di lui, di recarsi, per iniziare una nuova vita, in America, “paese”, recita l’ultima didascalia del film, “in cui ognuno può essere sé stesso – senza differenze di classe e pregiudizi.”